# 5 Dywizja Piechoty „Cosseria”
5 Dywizja Piechoty „Cosseria” – jeden ze włoskich związków taktycznych piechoty okresu II wojny światowej. W 1940 w składzie XV Korpusu 1 Armii walczącej na froncie alpejskim z Francuzami. W 1942 w składzie II Korpusu 8 Armii walczącej w ZSRR.
Dowódcą dywizji był gen. Alberto Vassari.

## Skład w 1940
- 89 pułk piechoty,
- 90 pułki piechoty,
- 29 (37?) pułk artylerii (później 108 pułk),
- 5 batalion moździerzy,
- 5 batalion saperów,
- 5 kompania przeciwpancerna,